# Forsterite
La forsterite (simbolo IMA: Fo) è un minerale comune della classe dei "silicati e germanati". La sua composizione chimica è Mg2[SiO4] e appartiene al gruppo dell'olivina. Strutturalmente appartiene ai nesosilicati.
La forsterite forma una serie mista completa con fayalite e tephroite, i cui anelli intermedi sono indicati come olivina.

## Etimologia e storia
La forsterite fu trovata per la prima volta nel 1824 a Monte Somma in Italia e descritta da Armand Lévy, che chiamò il minerale in onore di Adolarius Jacob Forster (1739-1806), un collezionista e commerciante inglese di minerali.

## Classificazione
Nell'8ª edizione dei minerali secondo Strunz la forsterite appartiene alla divisione "nesosilicati" e quindi al gruppo dell'olivina, formato dai minerali fayalite, laihunite, liebenbergite e tephroite.
Nella 9ª edizione della sistematica di Strunz la forsterite si trova sempre nella sezione 9.A Nesosilicati, ma questa è ulteriormente suddivisa in modo più preciso in base alla presenza o all'assenza di ulteriori anioni e al coordinamento dei cationi coinvolti. La forsterite è di conseguenza elencata nella sezione "9.AC Nesosilicati senza anioni aggiuntivi; cationi in coordinazione ottaedrica [6]" ed è ancora un membro del gruppo dell'olivina, che però è stato ampliato per includere i minerali glaucochroite e kirschsteinite, insieme alle quali forma il sistema nº 9.AC.05.
La sistematica dei minerali secondo Dana, usata principalmente nel mondo anglosassone, classifica la forsterite, similmente alla 9ª edizione della sistematica minerale di Strunz, nella divisione dei "nesosilicati: gruppi SiO4 con tutti i cationi solo in coordinazione ottaedrica [6]". Il gruppo dell'olivina che vi si trova è costituito dai membri fayalite, forsterite, laihunite, liebenbergite e tephroite, come nel vecchio sistema di Strunz, ma ampliato dall'olivina, per la quale manca il riconoscimento da parte dell'IMA/CNMNC.

## Abito cristallino
La forsterite cristallizza nel sistema ortorombico nel gruppo spaziale Pbnm (gruppo nº 62, posizione 3) con i parametri reticolari a = 4,80 Å, b = 10,35 Å e c = 6,06 Å oltre a quattro unità di formula per cella unitaria.

## Proprietà
La forsterite pura è incolore o bianco-grigiastra a causa di difetti di costruzione del reticolo o impurità. In natura, tuttavia, la forsterite si trova raramente in forma pura, ma quasi sempre con contenuti fluttuanti di fayalite e/o tephroite. Gli ioni ferro che predominano nella fayalite (dal marrone al nero) e gli ioni manganese che predominano nella tephroite (grigio, rosso) si mescolano, conferendo alla forsterite il suo colore dal verde chiaro al giallo-verde e dal marrone-verde al nero-verde con proporzioni percentuali crescenti.

## Modificazioni e varietà
Il composto Mg2[SiO4] è trimorfo cioè si presenta, in aggiunta alla forsterite ortorombica, come anch'esso ortorombico, anche se con un diverso gruppo spaziale e altri parametri di cella, cristallizzando in ringwoodite (γ-(Mg,Fe)2[SiO4]) e come wadsleyite cristallizzante nel sistema cubico (β-(Mg,Fe)2[SiO4]).
Ad alta pressione, la forsterite si trasforma nella wadsleyite per trasformazione di fase. Nelle condizioni che prevalgono nel mantello superiore della Terra, questa transizione avviene a circa 14-15 GPa.

Volume molare della forsterite in funzione della pressione a temperatura ambiente

 Negli esperimenti ad alta pressione, tuttavia, la transizione di fase può avvenire con un ritardo, in modo che la forsterite possa rimanere metastabile a temperatura ambiente fino a quasi 50 GPa (vedi figura a sinistra).

## Origine e giacitura
La forsterite si forma in vulcani da mafici a ultramafici e in calcari dolomitici metamorficamente trasformati. Lì si presenta in paragenesi con un'intera gamma di minerali come calcite, cromite, dolomite, enstatite, corindone, magnetite, flogopite, plagioclasio e spinello, tra gli altri.
La forsterite è stata rilevata in più di 960 siti (a partire dal 2014). Oltre alla località tipo Monte Somma, la forsterite è stata rinvenuta sempre in Italia a Champoluc, Cogne, Montjovet e Saint-Marcel (Val d'Aosta); ad Apricena (Puglia); Rionero in Vulture (Basilicata); a San Vito, Pollena Trocchia, Pozzuoli, sull'Isola di Procida, a Torre Annunziata e Torre del Greco (Campania); in molte località dell'Emilia Romagna (tra le altre Vigarano Mainarda, Serramazzoni e Fidenza). La forsterite è stata trovata anche in molte altre regioni.
Altri siti sono sparsi in moltissimi Paesi del mondo.
Nell'aprile 2011, un team di ricerca statunitense ha riportato la scoperta di cristalli di forsterite nella nube protostellare della protostella HOPS-68 con l'aiuto del telescopio spaziale Spitzer. Gli scienziati ipotizzano che il materiale inizialmente amorfo sia ricotto vicino alla protostella e cristallizzi nel processo prima di essere spostato dai processi di trasporto nella regione esterna più fredda dell'involucro di polvere. La forsterite è stata rilevata anche mediante spettroscopia infrarossa in altri ambienti cosmici, come ad esempio in diverse comete (tra cui la cometa di Halley e la cometa Hale-Bopp), negli involucri di polvere delle giganti rosse pulsanti, nelle nebulose planetarie e nei dischi protoplanetari.

## Come pietra preziosa
I minerali del gruppo dell'olivina vengono trasformati principalmente in pietre preziose se sono di buona qualità. Alle varietà chiare viene solitamente assegnato un taglio sfaccettato in forme diverse, alle varietà torbide viene di solito riservato un taglio a cabochon. Sono disponibili in commercio con il nome di "peridoto" o "crisolito".
A causa del colore, c'è il rischio di confusione con berillo, crisoberillo, demantoide, diopside, prasiolite, prehnite, sinhalite, smeraldo, tormalina e vesuvianite.

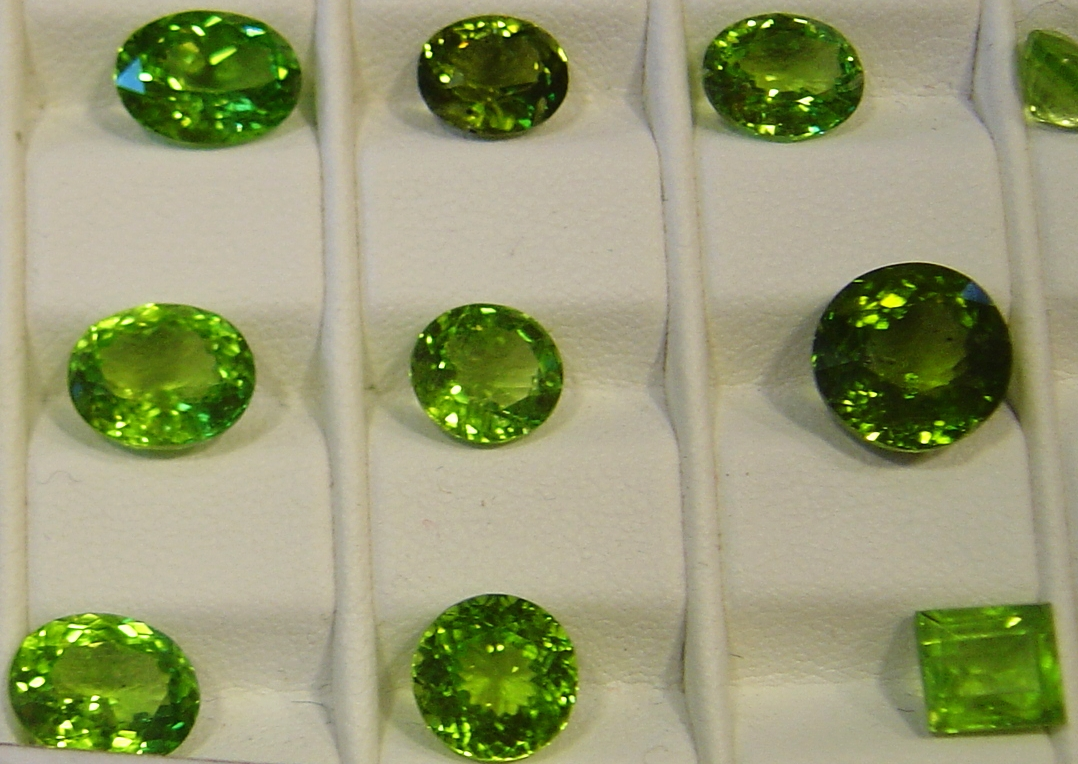
Pietre preziose di olivina in diversi tagli sfaccettati
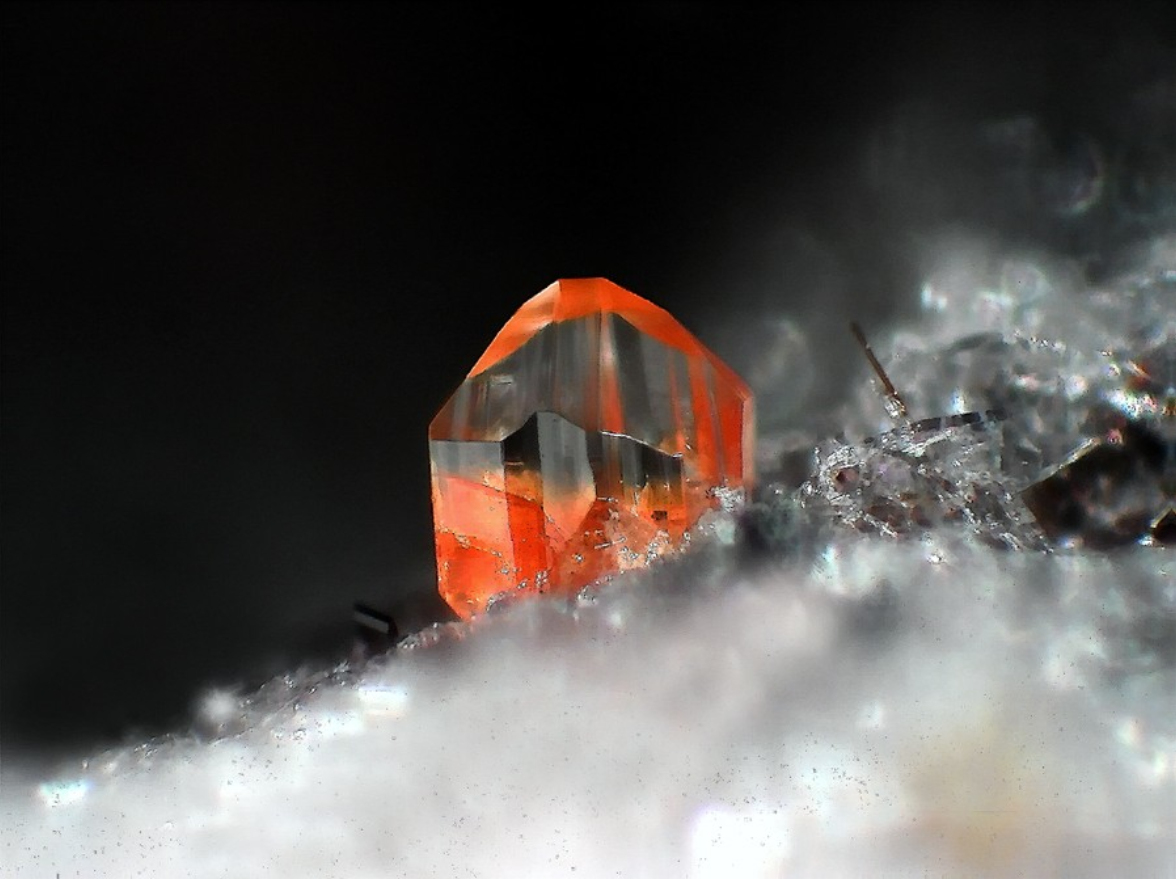
Forsterite rossastra con parti di tefroite

## Manipolazioni e imitazioni
Per valorizzare le pietre dai colori tenui, di tanto in tanto viene posta sotto di esse una lamina verde in montature ad anello o a pendente. Anche le imitazioni in vetro colorato, o corindone sintetico, o spinello vengono spacciate per peridoto da commercianti di dubbia provenienza. A differenza di questi, la forsterite o i suoi cristalli misti possono essere riconosciuti per la forte birifrangenza.